# Портик

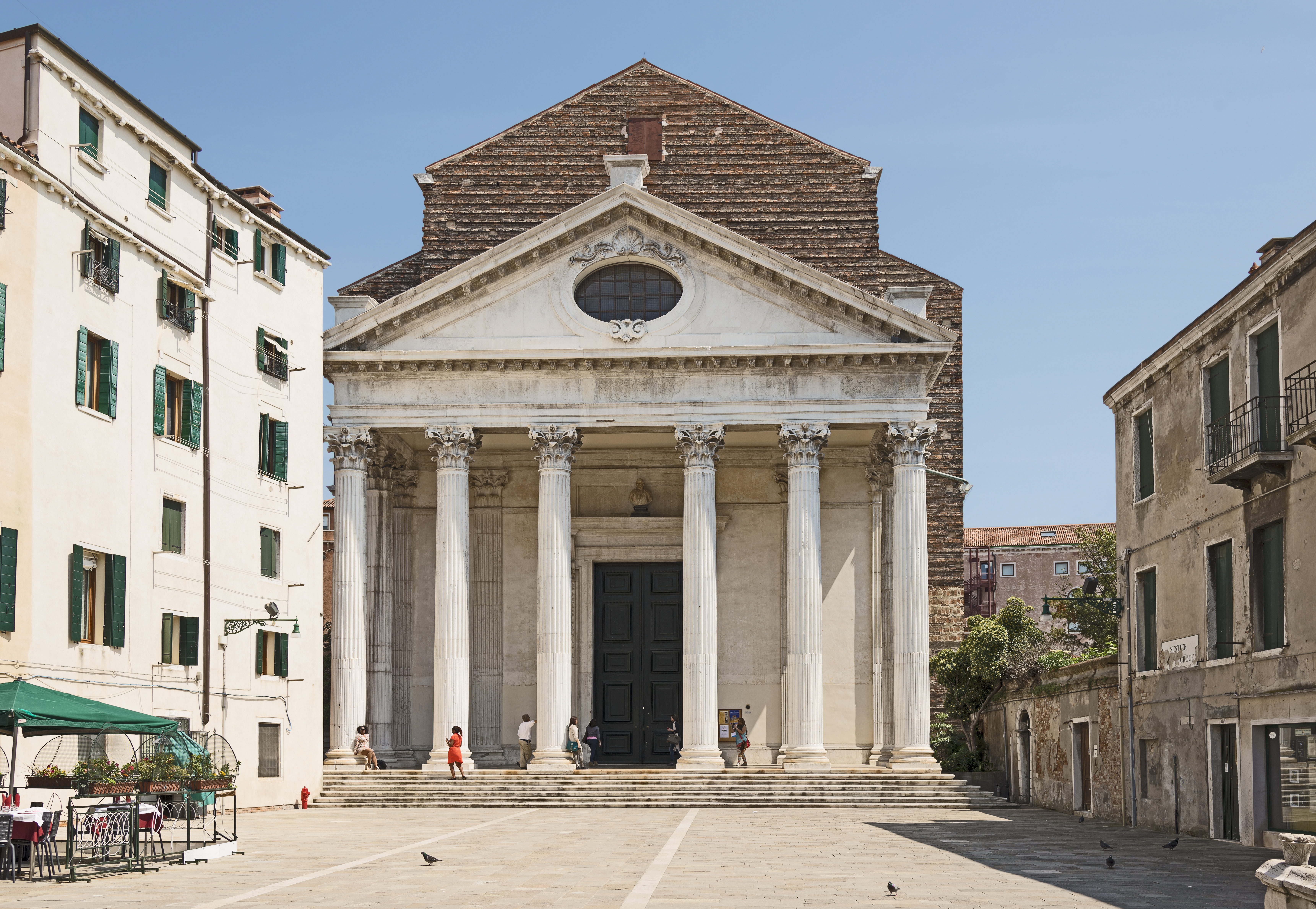
Церковь Сан-Никола-да-Толентино в Венеции. 1591—1602. Архитектор В. Скамоцци

По́ртик (лат. porticus, от porta — проход, навес) — в классической архитектуре — выступающая часть здания, крытая галерея, образованная колоннадой или аркадой, имеющей собственное перекрытие: антаблемент, увенчанный аттиком или треугольным фронтоном. Такая композиция, в отличие от пропилей, открыта с трёх сторон наподобие лоджии. Но классическая лоджия обычно заглублена в стену и не является проходом. В Древней Греции крытую галерею называли стоей (греч. στοά).

## История
В Древней Греции портики возводили в качестве самостоятельных сооружений. Портики, как и стои, служили местом отдыха от палящих лучей солнца. В Риме портики пристраивали к храмам. В Средневековье крытые галереи окружали монастырские клуатры, но они, как и порталы соборов, не являются портиками по определению и конструкции.
В истории классической архитектуры различают:
- портик в антах — вход, образованный не колоннами, а выступающими торцами боковых стен.
- портик пилястровый — такой, где вместо колонн установлены пилястры.
- портик плоский — вместо колонн размещены полуколонны или трёхчетвертные колонны.

В искусстве европейского классицизма и неоклассицизма портики использовали для оформления входов в здание, подчёркивания центрального или боковых ризалитов либо в качестве самостоятельных построек с функциями парковых павильонов. Известны относительно редкие примеры двухъярусных портиков, например в творчестве А. Палладио: Палаццо Кьерикати, Вилла Пизани (Монтаньяна), Вилла Корнаро, проект Виллы Мочениго. В итальянской архитектуре существует собственная традиция: итальянским словом «portico» называют самые разные постройки: внутренние и наружные галереи, лоджии, нартексы церквей, колонные порталы, любые пристройки с колоннами.
Наиболее известный пример отдельно стоящего портика в городском ансамбле периода классицизма: Портик Перинной линии в Санкт-Петербурге (1802—1806; Архитектор Л. Руска).

## Типы
Портики классифицируются на типы по количеству колонн.

### Четырёхколонный

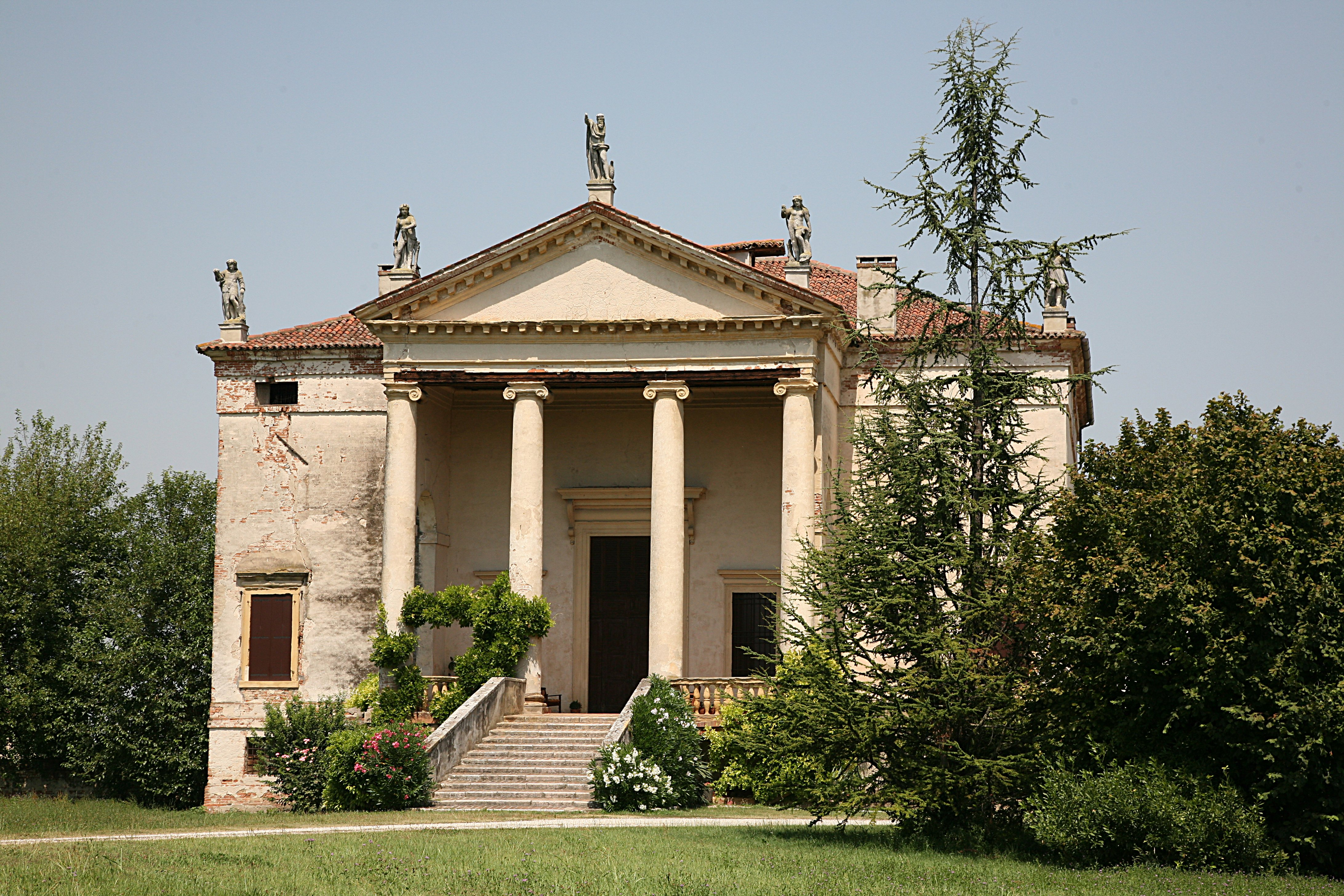
Четырёхколонный портик виллы Кьерикати в Виченце

Четырёхколонный (тетрастильный) портик имеет 4 колонны; обычно использовался греками и этрусками для небольших построек.
Римляне предпочитали использовать четырёхколонный портик для своих псевдопериптеральных храмов, таких как Храм Портуна, и для амфипростильных храмов, таких как Храм Венеры и Рима, а также для простильных входных портиков больших общественных зданий, таких как Базилика Максенция и Константина.

### Шестиколонный
Здания с шестиколонным (гексастильным) фасадом имели шесть колонн и были стандартным фасадом в канонической древнегреческой дорийской архитектуре с архаического периода 600–550 гг. до н.э. до Эпохи Перикла 450–430 гг. до н.э.

#### Греческий шестиколонный
Некоторые известные примеры классических дорических шестиколонных греческих храмов:
- Храм Конкордии
- Второй храм Геры
- Храм Афины
- Храм Афайи

Шестиколонный портик также применялся к ионическим храмам, например к проскению портика святилища Афины в Эрехтейоне, афинского акрополя.

#### Римский шестиколонный
С колонизацией южной Италии греками шестиколонный стиль был принят этрусками и впоследствии усвоен древними римлянами. Римскому вкусу нравились узкие здания с высокими колоннами, возведённые на подиумах для придания торжественности и величия за счёт значительной высоты. Мезон Карре в Ниме, Франция, является лучшим сохранившимся римским шестиколонным храмом из древности.

### Восьмиколонный
Восьмиколонные (октастильные) здания имели восемь колонн; они были значительно реже, чем шестиколонные в классическом греческом архитектурном каноне. Наиболее известные восьмиколонные здания, сохранившиеся с древности, это Парфенон в Афинах, построенный во времена Перикла (450–430 годы до н. э.), и Пантеон в Риме (125 год н. э.). Уничтоженный храм Дивуса Августа в Риме, центр августинского культа, изображен на римских монетах 2 века н. э. как восьмиколонное здание.

### Десятиколонный
Десятиколонный тип портика имеет десять колонн; как в храме Аполлона в Милете, и в портике казармы Павловского лейб-гвардии полка. Практически не встречается в Римской архитектуре.

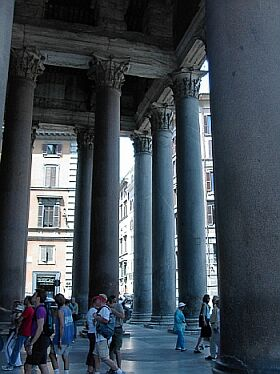
Портик римского Пантеона. 118—120 гг. н. э.
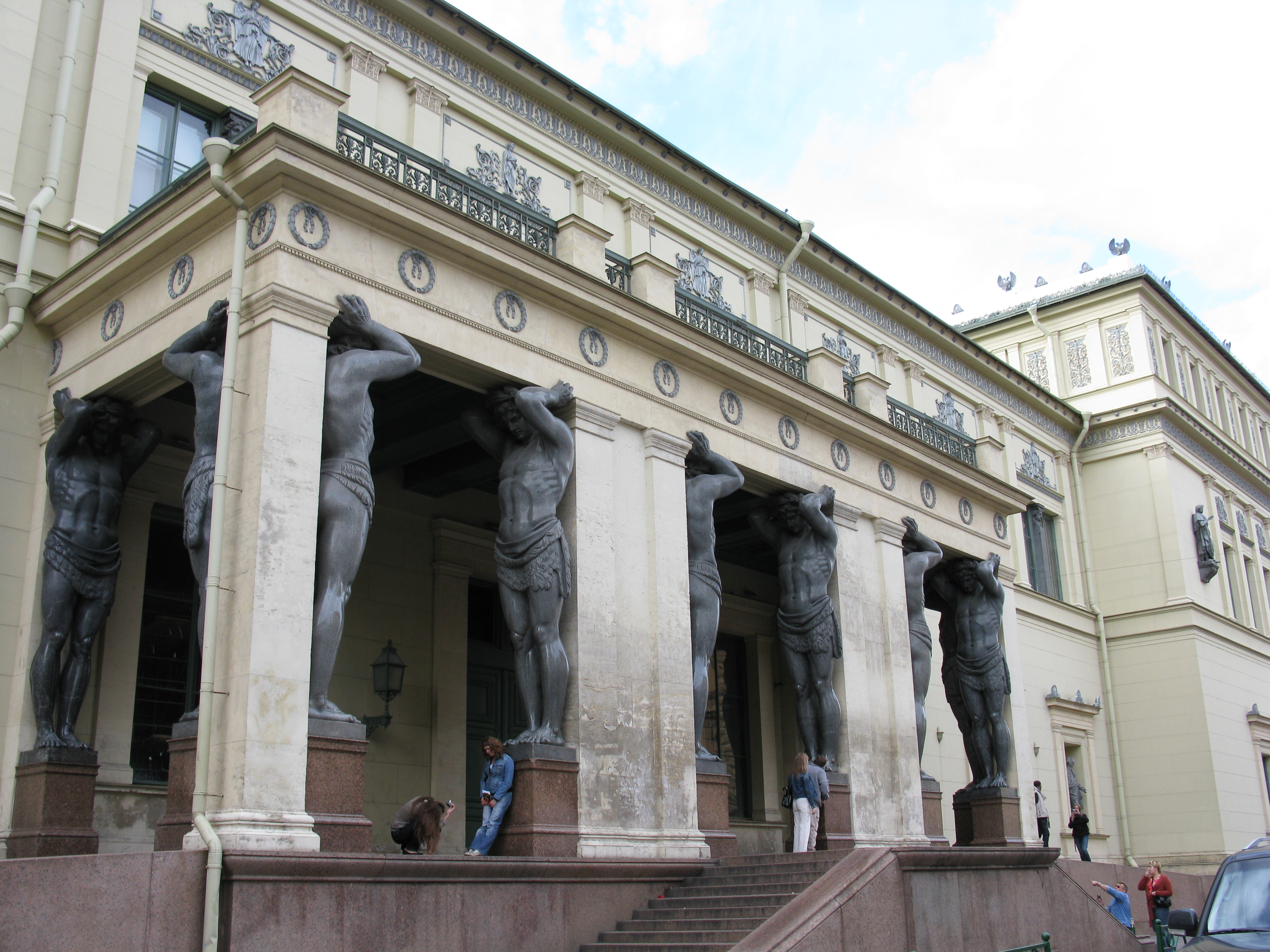
Портик Нового Эрмитажа в Санкт-Петербурге. 1840—1850. Архитектор Лео фон Кленце
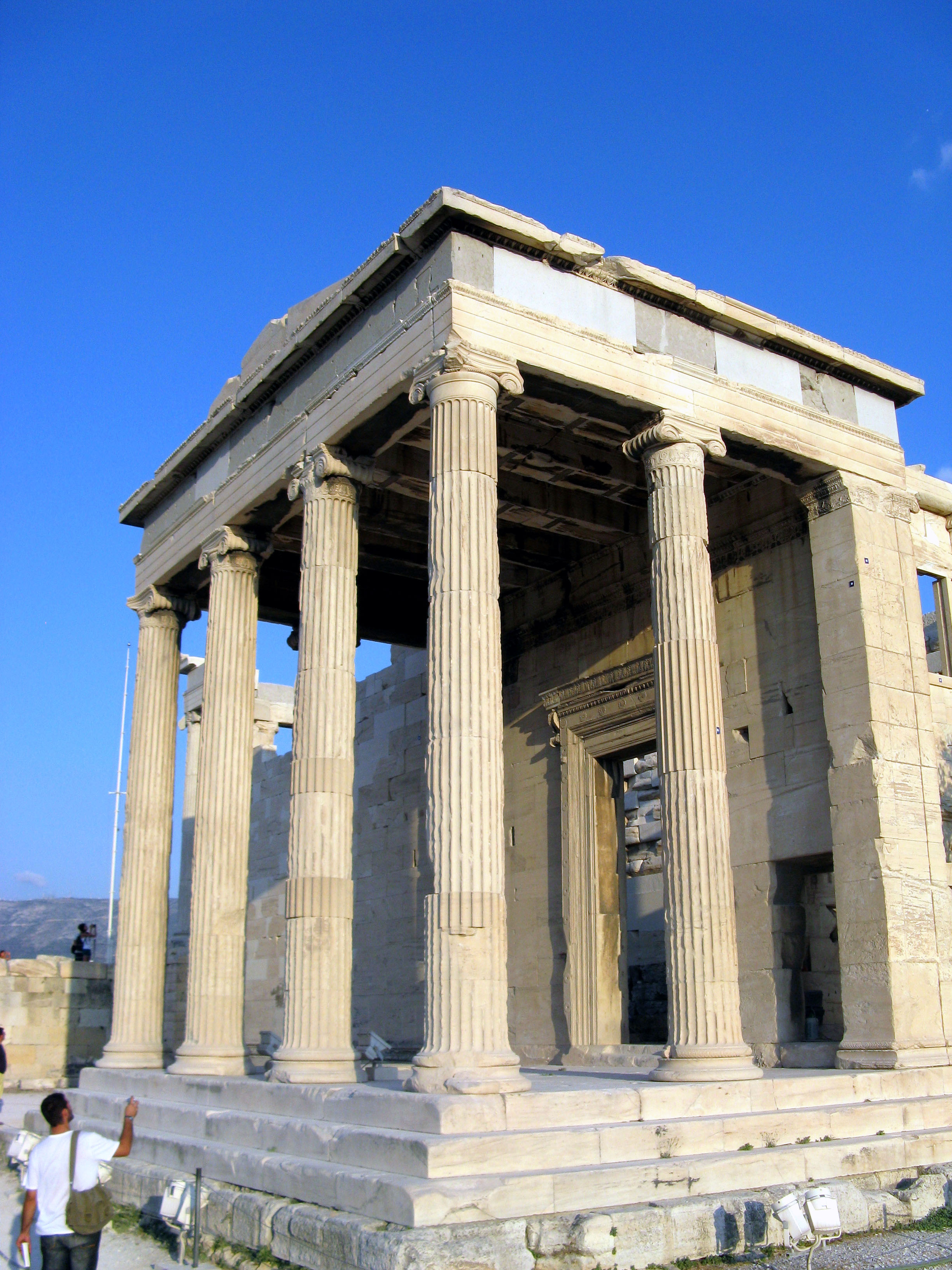
Северный портик Эрехтейона. 421—406 гг. до н. э. Афинский Акрополь
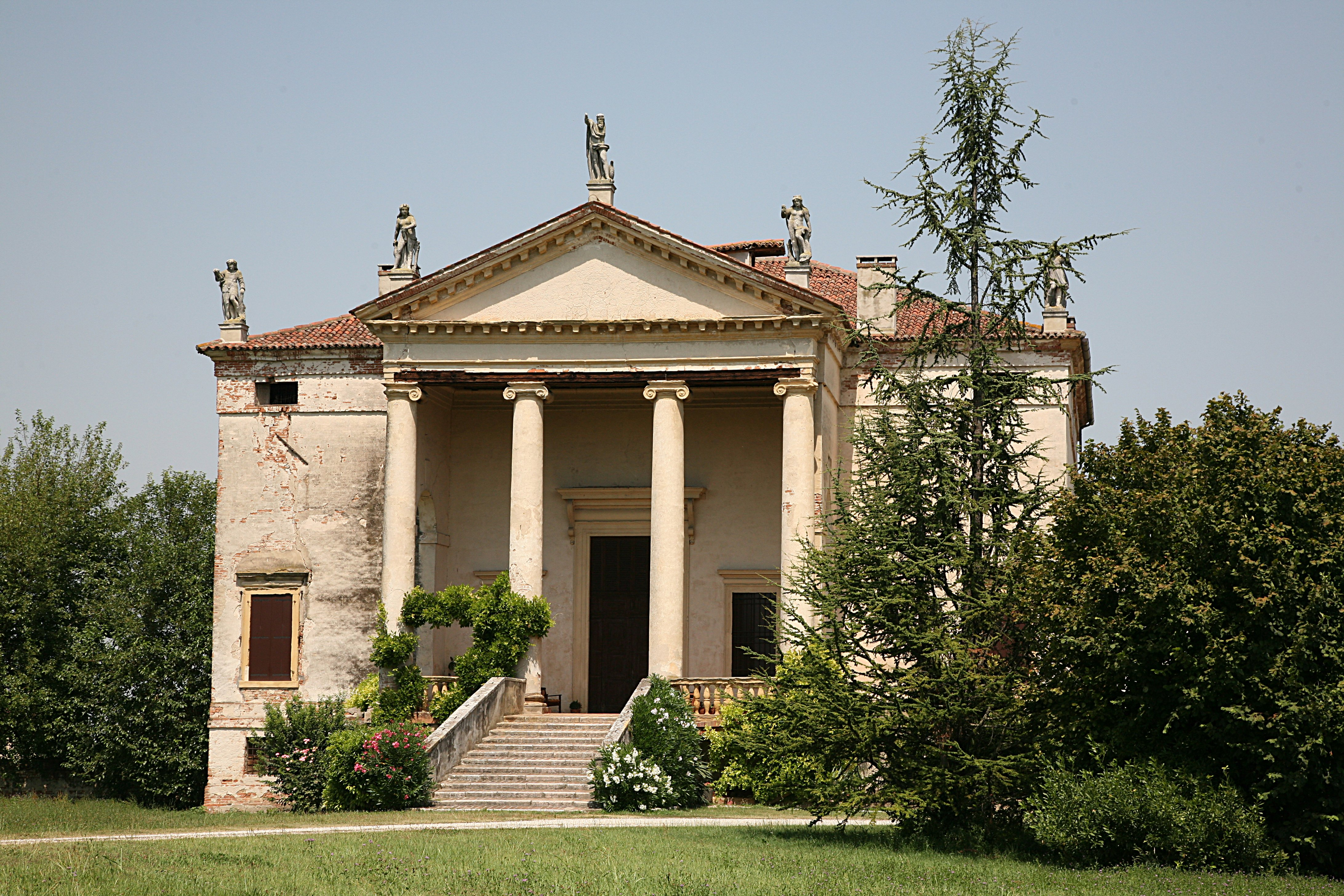
Вилла Кьерикати. 1550-е. Венето, Италия. Архитектор А. Палладио
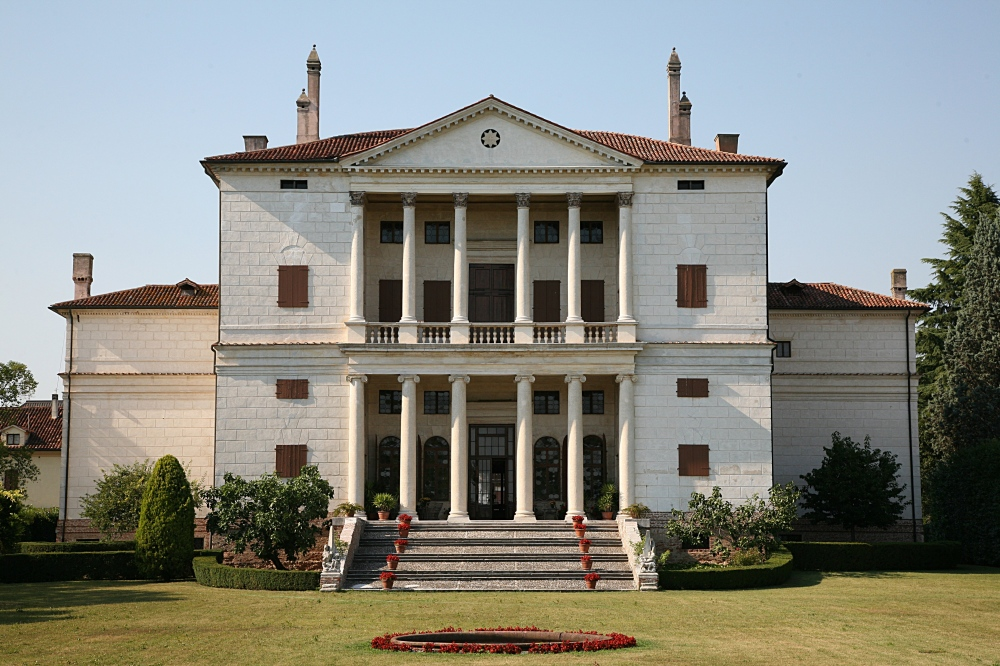
Вилла Корнаро. 1553—1554. Пьомбино-Дезе, Северная Италия. Архитектор А. Палладио
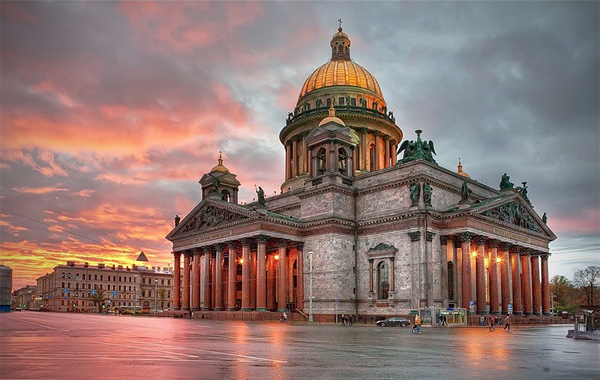
Исаакиевский собор в Санкт-Петербурге. Колонные портики имеются на всех четырёх фасадах
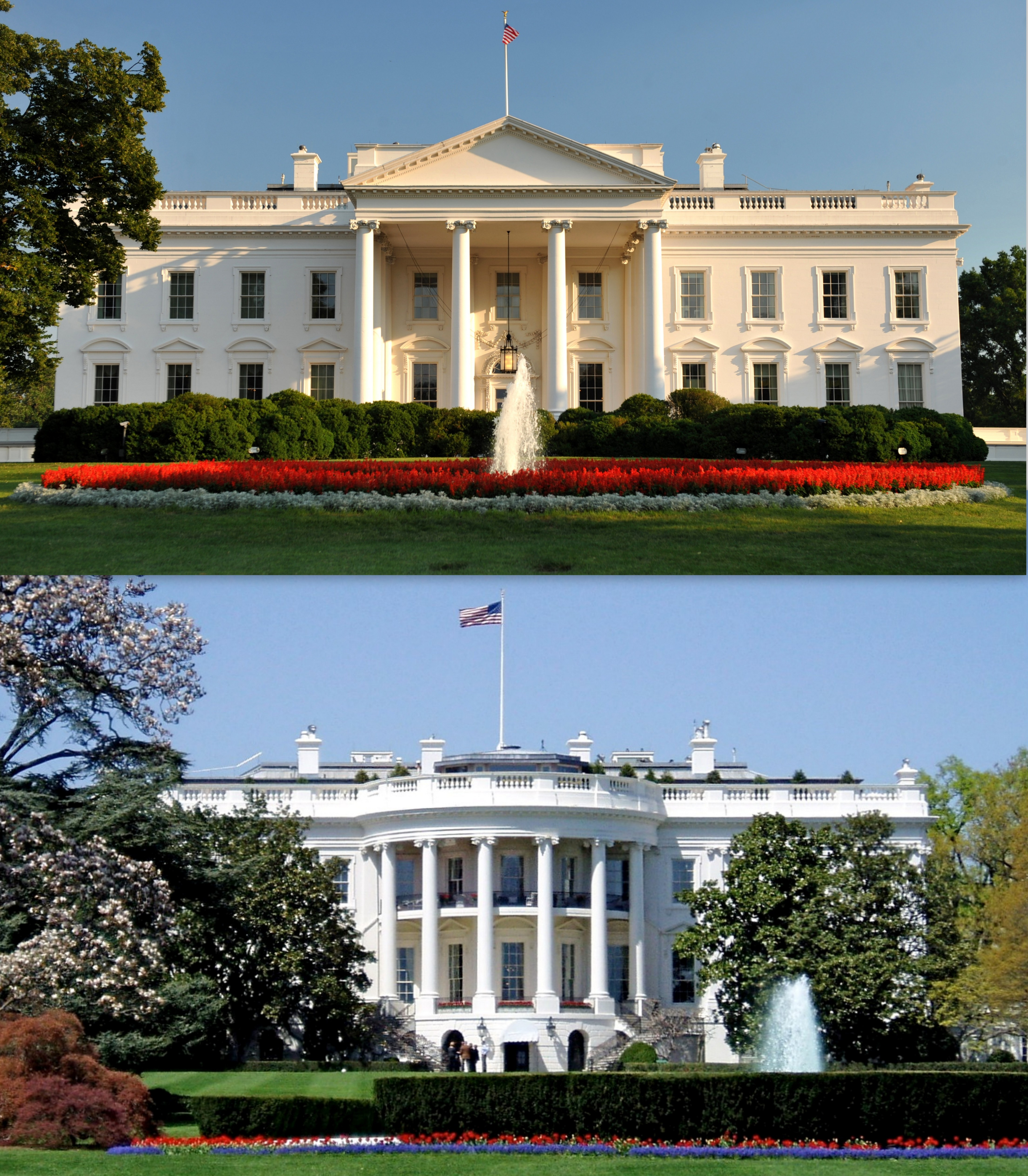
Северный и южный портики Белого дома
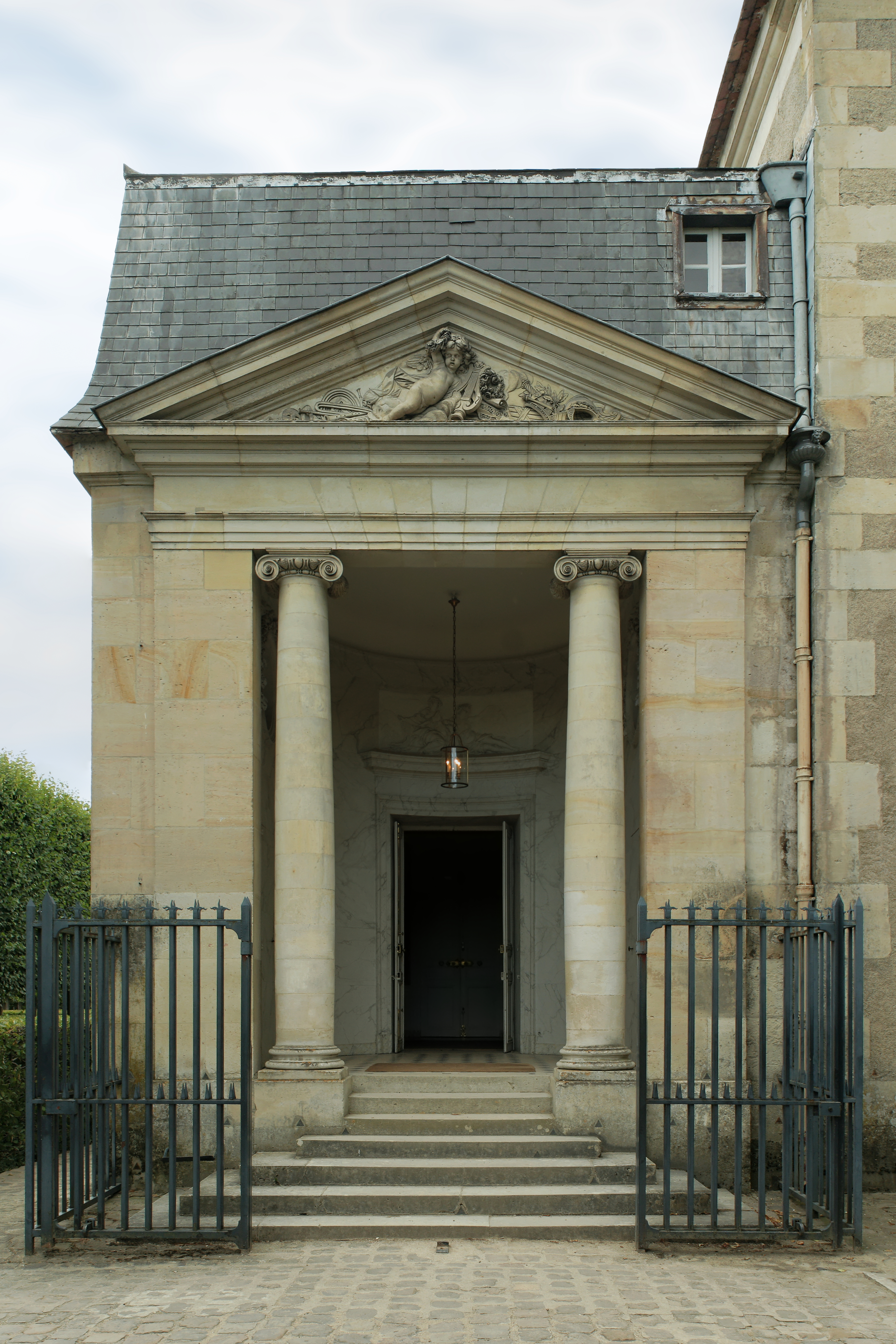
Портик Малого Трианона (Франция)